# Young Buck
Young Buck (født 15. marts 1981) er en rapper som er født og opvokset i Nashville, han var med i Gruppen G-unit, indtil april 2008. 
Young Buck har udgivet 2 solo albums på G Unit.
Straight Outta Cashville (2004) & Buck The World (2007).
Omkring 12-års alderen begyndte han at rappe. Et par år senere optrådte han for Brian "Baby" Williams, som er medstifter af pladeselskabet Cash Money Records
Young Buck skrev en pladekontrakt med Cash Money i 1997, hvor han forblev i 3 år, før han forlod pladeskabet og sluttede sig til rapperen Juvenile’s UTP Records i 2000, hvor han samtidig var med i gruppen UTP. Han nåede at udgive to albums med UTP, Born to Be a Thug og The Compilation, inden han forlod pladeselskabet i 2003, og sluttede sig til 50 Cents pladeselskab G-Unit.
Udover det har han sit eget label, som hedder Cashville Records, hvor han har signet, C-Bo & Outlawz.